# キツネアマダイ科
キツネアマダイ科（学名：Malacanthidae）は、スズキ目スズキ亜目に所属する魚類の分類群の一つ。キツネアマダイやオキナワサンゴアマダイなど、やや深みで暮らす底生魚を中心に2属16種が記載される。科名はギリシア語で「mala（多くの）」と「akantha（トゲ）」を意味し、本科魚類の仔魚が頭部と鱗に多数のトゲをもつことに由来している。
従来はアマダイ科もキツネアマダイ科の中にアマダイ亜科として含有されてきた。しかし現在はアマダイ亜科はアマダイ科とされており、Fishbaseでもアマダイ亜科をキツネアマダイ科の中には含めていない

## 分布・生態
キツネアマダイ科の魚類はすべて海水魚で、太平洋・インド洋・大西洋など世界中の温暖な海に幅広く分布する。海底と密接に関連した生活を送る底生魚のグループで、底生性の無脊椎動物や動物プランクトンを主に捕食する。分布水深は10m程度の浅場から深場に生息する。キツネアマダイ亜科は水深50mまでのサンゴ礁・岩礁付近の砂礫底に生息する。
本科魚類はすべて海底に穴を掘り、隠れ住む習性がある。トンネルの構造は非常に複雑で、キツネアマダイ亜科の一部の種類はサンゴの破片や貝殻を入り口に積み上げ、塚状の構造物を形成する。この構造物は他の魚類や無脊椎動物にも生息場所として利用され、砂泥底における多様性の拡大に貢献していると考えられている。

## 形態
キツネアマダイ科の仲間は左右に平たく側扁した、いわゆる鯛型の体型をもつ。数十cm程度の種類が多く、最大種でも70cm程度である。
背鰭は1つで基底は比較的長く、鰭条の総数は22-84本。臀鰭も長い基底をもち、1-2本の弱い棘条と11-55本の軟条で構成される。腹鰭は1棘5軟条で、尾鰭の形状は截形あるいは二又形までさまざま。
鰓蓋骨に1本のトゲをもち、キ鋭く強靭となる。鰓条骨は6本。体は比較的細長く、頭部は横方向に丸みを帯びる。背鰭はキツネアマダイ属では1-4棘43-60軟条で、サンゴアマダイ属では3-10棘13-34軟条で構成される。臀鰭の軟条は12-55本。

## 分類
キツネアマダイ科にはNelson（2006）の体系において2亜科5属40種が認められているが、アマダイ科とされるものもキツネアマダイ科の中に含まれているので注意を要する。本稿では、FishBaseに記載される2属16種についてリストする。
キツネアマダイ亜科およびアマダイ亜科の形態学的差異を重視し、後者を独立のアマダイ科 Branchiostegidae として扱うこともしばしばある。本科とセミホウボウ科との類縁関係が一部の研究者によって指摘されているが、その後の形態学的・分子生物学的解析はいずれも否定的な見解を示している。
標準和名がない種のうち、伊豆大島、硫黄島、鹿児島県竹島・屋久島よりサンゴアマダイ属のHoplolatilus randalliが水中写真により記録されている
- キツネアマダイ属 Malacanthus
  - キツネアマダイ Malacanthus latovittatus
  - ヤセアマダイ Malacanthus brevirostris
  - Malacanthus plumieri
- サンゴアマダイ属 Hoplolatilus
  - アカオビサンゴアマダイ Hoplolatilus marcosi
  - オキナワサンゴアマダイ Hoplolatilus cuniculus
  - タマムシサンゴアマダイ Hoplolatilus chlupatyi
  - フジイロサンゴアマダイ Hoplolatilus purpureus
  - ホタルビサンゴアマダイ[10]Hoplolatilus fourmanoiri
  - Hoplolatilus erdmanni
  - Hoplolatilus fronticinctus
  - Hoplolatilus geo
  - Hoplolatilus luteus
  - Hoplolatilus oreni
  - Hoplolatilus pohle
  - Hoplolatilus randalli
  - Hoplolatilus starcki